# 대구보건대학교
대구보건대학교(大邱保健大學校, Daegu Health College)는 대한민국 대구광역시 북구의 사립 전문대학이다.

## 연혁
1971년 12월 23일, 재단법인 배영학숙(현 학교법인 배영학숙)에 의하여 대구보건전문학교가 설립되었다. 이듬해 3월 1일 개교하였다. 1979년 3월 1일, 전문대학으로 개편하여 대구보건전문대학으로 교명을 변경하였다.
1998년 5월 1일 대구보건대학으로 교명을 변경하였다. 2011년 12월, 대구보건대학교로 교명을 변경하고 현재에 이르고 있다.

## 교육편제
대구보건대학교는 자체적으로 보건계, 간호계, 공업계, 사회실무계 등 4개 계열을 설정하고 22개 학과를 편제하여 전문학사 학위 과정을 교수하고 있다.

## 캠퍼스 풍경
대구보건대학교는 대구광역시의 사립 전문대학으로, 태전동에 캠퍼스가 위치한다. 캠퍼스 내 12동의 건축물이 위치하고 있다. 캠퍼스 동부 영송로를 통해 캠퍼스 접근이 가능하며, 캠퍼스는 수직 방향으로 형성되어 있다. 캠퍼스 북부로 대구과학대학교가, 동부로 영송여자고등학교 등이 인접하고 있다.

### 기타 대학 시설
대구보건대학교가 설립·소유·운영 등에 있는 시설에는 캠퍼스 외부에 위치한 시설도 있다. 캠퍼스 남부 방면 칠곡중앙대로65길을 사이에 두고 대구보건대학교가 운영하는 재활전문병원인 대구보건대학교병원이 동천동에 위치하고 있다.

## 같이 보기
- 대한민국의 교육